# Köping Stars
O Köping Stars é um clube profissional de basquetebol sediado na cidade de Köping, Suécia que atualmente disputa a Liga Sueca. Manda seus jogos no Karlsbergshallen .

## Temporada por Temporada
| Temporada | Nível | Liga        | Pos. | Pós Temporada    | Competições europeias | Competições europeias |
| --------- | ----- | ----------- | ---- | ---------------- | --------------------- | --------------------- |
| 2015-16   | 2     | BasketEttan | 5    |                  | -                     | -                     |
| 2016-17   | 2     | BasketEttan | 3    |                  | -                     | -                     |
| 2017-18   | 2     | SuperEttan  | 1    | Promovidocampeão | -                     | -                     |

fonte:eurobasket.com